# Ingrid Skiebe
Ingrid Skiebe (geboren 1942 in Schorndorf) ist eine deutsche Kunsthistorikerin, freischaffende Autorin, Ausstellungsmacherin und Nachlassverwalterin des Künstlers Robert Rotar. Sie lebt und arbeitet in Düsseldorf.

## Leben
Skiebe absolvierte nach Abschluss der Schulzeit 1959 eine Kurzausbildung beim Modehaus Breuninger in Stuttgart. Von 1959 bis 1961 studierte sie an der Deutschen Textilfachschule in Nagold, Schwerpunkt Mode und Werbung. Nach Abschluss des Diploms mit Auszeichnung arbeitete sie von 1962 bis 1965 als Modejournalistin und Texterin bei der Düsseldorfer Werbeagentur Geutebrück. Die Werbeagentur verfügte seinerzeit über den gesamten Mode-Etat für die Marke „Diolen“ der Glanzstoff AG in Wuppertal. Als Assistentin der Mitinhaberin Erika Böse managte sie die „Diolen“-Modeschauen, durchgeführt in Berlin, München und Düsseldorf. Für die Modeschauen stellte sie auch die entsprechenden Accessoires für die Modellkleider zusammen und schrieb die Modetexte dazu. Für die Modepresse begleitete sie Photoaufnahmen und arbeitete mit international bekannten Modephotographen zusammen (z. B. F. C. Gundlach, W. Scholten, Regina Relang etc.). Im Jahr 1965 heiratete sie Holger Skiebe, Manager des führenden amerikanischen Möbel-Design-Unternehmens Knoll International in Düsseldorf. Dieser war zusätzlich malerisch tätig unter den Pseudonym Robert Rotar. Zeitgleich übernahm sie die Pressearbeit für Rotar und fand Kontakte zu Galerien, Museen und Sammlern. Durch Rotar ergaben sich Kontakte zum Deutschen Werkbund NRW und führenden Architekten.
Ab 1966 hospitierte Skiebe bei der Düsseldorfer Galeristin Hella Nebelung. Bis zu deren Tod 1985 arbeitete sie auf deren Stand bei Kunstmessen mit und war bei Vorbereitungen zur Eröffnung von Ausstellung und bei Kunstsammlern zugegen. Zeitgleich studierte sie als Gasthörerin einige Semester Architektur bei Ernst Althoff und Innenarchitektin Ellen Birkelbach an der Düsseldorfer Kunstakademie. Ihre erste institutionelle Ausstellung für Robert Rotar fand 1965 auf der Mathildenhöhe in Darmstadt statt. Ab 1967 organisierte sie verschiedene Fernsehfilme im öffentlich-rechtlichen Programm und Rundfunksendungen zu Rotar. Es entstanden Textbeiträge für Kunstzeitschriften, Medienmitteilungen und Ausstellungen.
Ab 1974 arbeitete Skiebe als freie Künstlerin und stellte ihre Kunstwerke in der Öffentlichkeit aus. Sie schuf transparente Drahtobjekte, Collagen und Frottagen. Ihre erste Ausstellung fand 1978 in der Galerie Hella Nebelung in Düsseldorf statt, gefolgt von zahlreichen weiteren, unter anderem 1980 und 1981 in der „Großen Düsseldorfer Kunstausstellung“ im Museum Kunstpalast Düsseldorf.
Als freie Mitarbeiterin verfasste sie ab 1978 kunsthistorische Beiträge für Kunstzeitungen, Kunstzeitschriften/Kunstmagazine und die Deutsche Welle.
Nach einem 4-semestrigen Studium an der Pädagogischen Hochschule in Neuss mit Schwerpunkt Kunst wechselte sie 1982 an die Rheinische Rheinische Friedrich-Wilhelms-Universität in Bonn und studierte Kunstgeschichte neben vergleichender Religionswissenschaft, Psychologie, Philosophie und Politikwissenschaft. Als Studentin erhielt sie Stipendien von der Bonner Friedrich-Ebert-Stiftung und der Düsseldorfer Gerda Henkel Stiftung. Skiebe promovierte 1987 über den Künstler Thomas Ring mit der Dissertation Thomas Ring. Ein Maler aus dem Umkreis des “Sturm”, eine Monografie mit Werkverzeichnis.
Zeitgleich arrangierte sie Ausstellungen für andere Künstler, hielt Eröffnungsreden und schrieb für diese Katalogbeiträge. Sie hielt verschiedene Vorträge wie an der Universität Witten/Herdecke, Rheinischen Friedrich-Wilhelms-Universität Bonn oder Seminare an Volkshochschulen.
Skiebe arbeitete an den Grenzen zwischen Kunst, Wissenschaft, Industrie und Politik. Sie war gut vernetzt mit Galerien, Kunstsammlern, Kunstmuseen, Politik oder mit der Wirtschaft und Industrie. Neben dem Kuratieren zahlreicher Rotar-Einzelausstellungen gab sie verschiedene Bücher über Robert Rotar heraus. Seit dem Tod Rotars im Jahr 1999 betreut Ingrid Skiebe dessen künstlerischen Nachlass, hält Kontakte zu Galerien, Museen, Sammlern, zur Presse und Öffentlichkeit, kuratiert/arrangiert Ausstellungen und schafft die Grundlagen für das Rotar-Werkverzeichnis. 2019 gründet sie die „ROTAR und Dr. Ingrid Skiebe-Stiftung“.

## Veröffentlichungen
- Thomas Ring. Ein Maler aus dem Umkreis des “Sturm”"- Leben, stilkritische Analyse und Werkverzeichnis, Verlag Traugott Bautz, Herzberg 1988, Dissertation der Universität Bonn, ISBN 978-3-88309-025-2.
- Robert Rotar. Leben und Werk 1926–1999. Grundlagen seiner Bildwerke und Denkbilder, Bielefeld 2009, ISBN 978-3-86678-304-1, 543 Seiten.
- Robert Rotar. Zeigen Verhüllen. Verschweigen. Die Transformation von Vergänglichkeit und Tod im künstlerischen Werk, Bielefeld 2019, ISBN 978-3-7356-0630-3, 160 Seiten.
- Über die Arbeit Diplom-Arbeit der Lehranstalt des Deutschen Textil-Einzelhandels, Nagold, 1961/1962, 48 Seiten, Archiv des Deutschen Textil-Einzelhandels, Nagold.
- Das Antlitz als transparenter Abdruck, 1981, Semesterarbeit Pädagogische Hochschule Neuss, 72 S. Archiv Universitäts-Kunstbibliothek, Düsseldorf.